# Cleveland Glacier
Cleveland Glacier är en glaciär i Antarktis. Den ligger i Östantarktis. Nya Zeeland gör anspråk på området. Cleveland Glacier ligger 550 meter över havet.
Terrängen runt Cleveland Glacier är lite bergig. Trakten är obefolkad. Det finns inga samhällen i närheten. 